# Faubourg (Châtelet)
Faubourg ou Châtelet-Faubourg est un quartier de Châtelet, en Belgique en Région wallonne.

## Patrimoine et folklore

### Patrimoine architectural
- Eglise de l'Immaculée Conception. Édifice de style néo-roman, construit entre 1878 et 1879 par l'architecte Élie Pierard[1].
- Chapelle Saint-Roch, construite en 1626, à la suite d'une épidémie de peste[2].
- Statue de René Magritte, installée sur un rond-point près de la chapelle Saint-Roch, inaugurée pour les 50 ans de sa mort en 2017[3].

### Folklore
- Marche Saint-Roch, le dimanche qui précède la Pentecôte.